# Karl Fehr (Literaturwissenschaftler)
Karl Fehr (* 8. August 1910 in Berg am Irchel; † 3. Juli 1994 in Herisau) war ein Schweizer Literaturwissenschaftler.

## Leben
Fehr wurde 1910 als Sohn des Landwirts Balthasar Fehr und dessen Frau Luise geboren. Nach dem Besuch des kantonalen Gymnasiums in Winterthur studierte er ab 1930 Altphilologie und Germanistik an der Universität Zürich und an der Sorbonne. 1935 wurde er in Zürich mit der Dissertation Die Mythen bei Pindar promoviert.  Von 1937 bis 1963 war er Gymnasiallehrer für Latein, Griechisch und Deutsch an der Thurgauischen Kantonsschule in Frauenfeld, ab 1959 war er dort Rektor.
Fehr setzte sich intensiv mit Fragen der (Volks-)Bildung auseinander. Seine Wortmeldungen für eine Verbesserung des gymnasialen Schulsystems im Kanton Thurgau stiessen dabei auf so heftige Kritik, dass er 1963 als Lehrer und Rektor zurücktrat.  1964 wurde er als Hauptlehrer mit halber Lehrverpflichtung für Griechisch, Latein und Deutsch an das kantonale Gymnasium Winterthur gewählt, wo er bis zu seinem Ruhestand 1985 blieb. Von 1963 bis 1979 war er auch Lehrbeauftragter am Oberseminar des Kantons Zürich.
1950 habilitierte sich Fehr an der Universität Zürich für das Gebiet der Literatur der deutschen Schweiz mit einer Schrift über Jeremias Gotthelf und war von da an auch als Privatdozent an der Universität Zürich tätig.
1959 ernannte ihn die Philosophische Fakultät der Universität Zürich zum Titularprofessor.
Er arbeitete auch für Tageszeitungen wie die NZZ und als Dozent an Volkshochschulen (1964 bis 1968 als Präsident des Verbandes der schweiz. Volkshochschulen).
Von 1963 bis 1979 war er Lehrbeauftragter am Oberseminar des Kantons Zürich. Ab 1988 war er im Bereich Bildung für die Pro Senectute tätig. Er veröffentlichte Bücher, u. a. über Jeremias Gotthelf, Gottfried Keller, Conrad Ferdinand Meyer, Josef Vital Kopp und Meta Heusser-Schweizer. Er war mit Margrit Stettbacher verheiratet.

## Schriften
- Die Mythen bei Pindar. Diss.-Druckerei Gebr. Lehmann & Co., Zürich 1936.
- Besinnung auf Gotthelf. Wege zur Erkenntnis seiner geistigen Gestalt. Huber, Frauenfeld 1946.
- Jeremias Gotthelf. Mensch, Erzieher, Dichter, ein Lebensbild. Schweizerischer Verein abstinenter Lehrer und Lehrerinnen, Bern 1949.
- Das Bild des Menschen bei Jeremias Gotthelf. Huber, Frauenfeld 1953.
- Der Realismus in der schweizerischen Literatur. Francke, Bern 1965.
- Josef Vital Kopp. Rex-Verlag, Luzern 1968.
- Gottfried Keller: Aufschlüsse und Deutungen. Francke, München 1972.
- als Hrsg.: Meta Heusser-Schweizer: Hauschronik. Verlag Mirio Romano, Kilchberg bei Zürich 1980.
- Conrad Ferdinand Meyer. Auf- und Niedergang seiner dichterischen Produktivität. Francke, Bern 1983, ISBN 3-7720-1551-4.
- Abseits in griechischen Meeren. Verlag Neue Zürcher Zeitung, Zürich 1985.